# 마음의 숙제
《마음의 숙제》는 고아라의 웹툰 《마음의 숙제》원작이다.

## 기획 의도
모두가 꺼리는 동네 이원동으로 이사한 이경이 그곳에서 13년 전 실종된 후 흡혈귀가 된 첫사랑 호선과 재회하면서 벌어지는 사건을 담은 작품이다.

## 등장 인물
- 조이경
- 유호선
- 윤봉원